# La Gazzetta del Mezzogiorno
La Gazzetta del Mezzogiorno (en español: La Gaceta del Mensajero) es uno de los periódicos más importantes del sur de Italia, donde está más extendido. 
Con 500 000 lectores en un día promedio, la Gazzetta, como se le suele llamar, es uno de los periódicos más difundidos en el sur y en Italia en su conjunto.
Es un periódico interregional, profundamente arraigado en Apulia y Basilicata.
El periódico fue fundado en 1887 por Martino Cassano.
Originalmente publicado como Corriere delle Puglie, su título actual comenzó a ser utilizado por el editor Raphael Gorjux el 26 de febrero de 1928.
La circulación en 2008 de la Gazzetta del Mezzogiorno fue de 88.275 copias. Fueron 110,000 copias en 2016

## Ediciones locales
Se publican siete ediciones locales diferentes, asumiendo diferentes nombres de acuerdo con la configuración regional:
- La Gazzetta di Bari
- La Gazzetta di Brindisi
- La Gazzetta di Capitanata (Provincia de Foggia)
- La Gazzetta di Lecce
- La Gazzetta di Matera
- La Gazzetta del Nord Barese (Provincia de Barletta - Andria - Trani)
- La Gazzetta di Potenza
- La Gazzetta di Taranto

Hay oficinas editoriales separadas en Bari, Foggia, Lecce, Matera, Barletta, Potenza, Tarento.